# Alexander Reumont
Alexander Reumont (* 26. September 1817 in Aachen; † 8. Juli 1887 ebenda) war ein deutscher Badearzt (Balneologe).

## Leben
Alexander Reumont studierte Medizin an den Universitäten in Bonn und Berlin und promovierte an der letzteren am 11. Dezember 1843. Nach Reisen nach Paris, London und Wien ließ er sich 1845 in Aachen als Arzt und Wundarzt nieder. Von 1848 bis 1853 war er an der Privat-Irrenheil- und Pflegeanstalt in Endenich bei Bonn tätig. Danach arbeitete er bis zu seinem Tode als Arzt und Badearzt in Aachen und war später auch Geheimer Sanitätsrat. Neben zwei größeren Abhandlungen zur Syphilis bewegen sich seine Arbeiten auf dem balneotherapeutisch Gebiet, speziell über die Aachener Thermalquellen.
Reumont war unter anderem Mitglied der Akademie gemeinnütziger Wissenschaften zu Erfurt, der Niederrheinischen Gesellschaft für Natur- und Heilkunde zu Bonn und der Hufelandschen medizinisch-chirurgischen Gesellschaft zu Berlin. Am 23. Dezember 1876 wurde er in die Leopoldina aufgenommen. In Aachen war Reumont seit 1858 Mitglied im Club Aachener Casino.

## Familie
Alexander Reumonts entstammt der im 18. Jahrhundert von Belgien nach Aachen eingewanderten Familie Reumont. Seine Eltern waren der Mediziner und Badearzt Gerhard Reumont (1765–1828) und Lambertine Kraussen (1786–1850), sein Bruder der Historiker und Diplomat Alfred von Reumont (1808–1887). Am 1. März 1862 heiratete er in Köln Maria Emmeline Jacobina Claudina Fonck (1841–1915). Zusammen mit ihr hatte er sechs Kinder: Joseph Maria Reumont (* 1863), Alfred von Reumont (1863–1942), Maria Elvire Reumont (* 1864), Maria Alexandrine Reumont (* 1865), Franz Reumont (1867–1926) und Alexander Reumont (1868–1873).
Alexander Reumont fand seine letzte Ruhestätte in der Familiengruft auf dem Aachener Ostfriedhof.

## Werke
Als Autor:
- Asthmatis semiologia. Dissertatio inauguralis medica. Typis Nietackianis, Berolini 1843 (Latein, archive.org).
- Denkschrift über die Einrichtung vollständiger Apparate zum Einathmen der Gase und Dämpfe der Schwefel-Thermen zu Aachen, namentlich der Kaiserquelle daselbst, in chronischen Brustkrankheiten. Benrath und Vogelgesang, Aachen 1853 (google.de).
- Die Aachener Schwefelthermen in complizirter Syphilis. Mauke, Jena 1858.
- Die Aachener Schwefelthermen in syphilitischen Krankheitsformen. Diagnostisch und therapeutisch. Zweite, gänzlich umgearbeitete und vermehrte  Auflage. Verlag von Ferdinand Enke, Erlangen 1859 (google.de).
- Winter-Kuren in Aachen. J. A. Mayer, Aachen 1863 (google.de).
- Beiträge zur Pathologie und Therapie der constitutionellen Syphilis. Nach Erfahrungen bei der Aachener Thermalcur. Verlag von Ferdinand Enke, Erlangen 1864 (google.de).
- Syphilis und Tabes dorsalis. Nach eigenen Erfahrungen. Verlag von J. A. Mayer, Aachen 1881 (archive.org).
- Beiträge zu Albert Eulenburgs Real-Encyclopädie der gesammten Heilkunde. Erste Auflage.
  - Band 11 (1882) (Digitalisat), S. 259–262: Pyrenäen
  - Band 15 (1883) (Digitalisat), S. 290–295 (Nachträge): Winterkurorte

Als Übersetzer:
- Anthony Todd Thomson: Anleitung zur Erkenntniss und Behandlung der Vergiftungen. Nebst der chemischen Analyse und dem Sektionsbefunde. In alphabetischer Ordnung. Nach dem Englischen des A. Todd Thomson bearbeitet von Dr. Alexander Reumont. Verlag von H. Benrath, Aachen 1846 (google.de).
- Charles James Blasius Williams: Ueber die Prognose und Behandlung der organischen Krankheiten des Herzens. Aus dem Englischen übersetzt von Dr. Alexander Reumont. Verlag von T. Habicht, Bonn 1851 (google.de).